# AeroLAZ
AeroLAZ або ЛАЗ AX183D — 12-метровий автобус для обслуговування аеропортів, що випускається на Львівському автобусному заводі з 2006 року. За формою кузова та дверей, автобус суттєво відрізняється від споріднених моделей CityLAZ-12, CityLAZ-10LE чи ElectroLAZ-12.
У зв'язку з «аеропортовим» призначенням AeroLAZ, його кузов вагонного компонування було дещо змінено, зокрема лобове скло стало більш загостреним з боків, перероблено салон. У салоні міститься лише 17 сидячих місць, завдяки зменшенню кількості крісел пасажиромісткість машини зросла до 130-140 чоловік. Автобус, на відміну він споріднених НеоЛАЗів має двійчасті двері як справа, так і зліва — чотири справа і два зліва. Формула дверей 0-1-2-2-2-2. По середині салону крісла і зовсім відсутні (розташовані з самого заду або з самого переду автобуса), є трапи та пандуси для колісної поклажі та 2-4 спеціальні місця для інвалідного візка.
Двигун автобуса AeroLAZ — DEUTZ BF6M1013 (працює на Євро-3), або MAN DO836, що теж відповідає вимогам Євро-3. Витрати палива за швидкості 60 км/год на 100 кілометрів — 24 літри дизельного палива. Розгін при повному завантаженні до 60 км/год відбувається за 18 секунд. Повністю завантаженим, автобус розвиває швидкість до 100 км/год, пустим — до 120. Потужність двигуна — до 286 кВт.
Місце водія серйозних змін не зазнало — кермовий механізм ZF Servocom 8098, коробка передач у даного автобуса здійснюється  за перемиканням важеля (у деяких міських ЛАЗах замість цього діють спеціальні кнопки).
Додаткові можливості, передбачені виробником — тоновані вікна та цифрові вказівники маршрутів.
Такі моделі автобусів було закуплено кількома містами України. Найбільше (близько десятка) — у Києві. Одна модель працює у Львові.